# Louis Barreau de La Touche
Pour les articles homonymes, voir Barreau (homonymie) et La Touche (homonymie).
Louis Barreau de la Touche, né le 6 juin 1758 au Mans (Sarthe), fils de Michel Louis, bourgeois, seigneur de la Frénerie et d'Anne-Marguerite Chevreux, est un moine bénédictin de la congrégation de Saint-Maur.

## Biographie
Neveu de Dom Ambroise Chevreux, dernier Supérieur général de la congrégation de Saint-Maur, il fut arrêté pour avoir refusé de prêter serment à la constitution civile du clergé. Enfermé à la prison des Carmes avec plusieurs dizaines d'autres prêtres et religieux, il fut massacré par les sans-culottes le 2 septembre 1792. 
Comme martyr de septembre, il fut proclamé bienheureux par le pape Pie XI en 1926. Bienheureux martyrs
Il fut le dernier prieur de l'Ermitage d'Ahuillé.